# Agathidium arcticum
Agathidium arcticum – gatunek chrząszcza z rodziny grzybinkowatych i podrodziny Leiodinae.
Gatunek ten opisany został po raz pierwszy w 1863 roku przez Carla Gustafa Thomsona.
Chrząszcz o ciele długości od 2,5 do 3,2 mm, stosunkowo mocno wysklepionym, ubarwionym czarno z brunatnymi plamką na czole i brzegami przedplecza, ceglastoczerwonymi odnóżami, a czułkami czerwonymi z czarnobrunatnymi buławkami. Cały wierzch ciała jest gładki, normalnie błyszczący, niezmatowiały, pozbawiony mikrorzeźby. Głowa ma czoło wydzielone od nadustka pokryte punktami dwóch rozmiarów – większymi i bardzo drobnymi. Czułki są stosunkowo grube, o członie trzecim półtora raza dłuższym niż drugi, członach siódmym poprzecznym i dłuższym od również poprzecznego ósmego, członach dziewiątym i dziesiątym niemal identycznych wymiarów, a członie ostatnim tak szerokim jak dwa poprzednie, ale dłuższym od nich. Przedplecze jest owalne w zarysie, pokryte rzadkimi punktami większymi i bardzo rzadkimi punktami drobnymi. Pokrywy są dwukrotnie dłuższe od przedplecza, również z dwoma wielkościami punktów na powierzchni. Mają kąty przednio-boczne niemal proste. Na spodzie ciała obecne jest wyraźne owłosienie, płytkie i stosunkowo mocne punktowanie oraz dobrze widoczna mikrorzeźba. U samca brak jest jamki na zapiersiu. Stopy przedniej i środkowej pary u samca są silnie rozszerzone, pięcioczłonowe, tylnej zaś czteroczłonowe. U samicy stopy wszystkich par są czteroczłonowe.
Owad o borealno-górskim typie rozsiedlenia.
Gatunek palearktyczny, podawany z Irlandii, Wielkiej Brytanii, Francji, Niemiec, Szwajcarii, Austrii, Włoch, Szwecji, Norwegii, Finlandii, Polski, Czech, Słowacji, Węgier, Ukrainy, Rumunii, Serbii, Czarnogóry oraz północnoeuropejskiej i syberyjskiej części Rosji. W Polsce odnaleziony został jednokrotnie – w 2002 roku na Babiej Górze, możliwe jest jednak jego występowanie także w polskich Tatrach, Bieszczadach czy Sudetach.